# Rira Suzuki
Rira Suzuki –en japonés, 鈴木 梨羅, Suzuki Rira– (6 de septiembre de 1998) es una deportista japonesa que compite en halterofilia. Ganó una medalla de plata en el Campeonato Mundial de Halterofilia de 2021, en la categoría de 49 kg.

## Palmarés internacional
| Campeonato Mundial | Campeonato Mundial   | Campeonato Mundial | Campeonato Mundial |
| Año                | Lugar                | Medalla            | Categoría          |
| ------------------ | -------------------- | ------------------ | ------------------ |
| 2021               | Taskent (Uzbekistán) | Medalla de plata   | 49 kg              |